# Адара
Адара (араб. العذاري‎ [ʽaðārā] — «девственницы») — яркий бело-голубой гигант, ε Большого Пса. Звёздная величина +1,5m. Несмотря на то, что является второй по яркости в созвездии (после Сириуса), в нотации Байера обозначена пятой буквой греческого алфавита ε.

## Основные характеристики
Расстояние до звезды оценивается в 430 световых лет. Имеет звезду-компаньон 8-й звёздной величины. Основной компонент — Адара А — имеет видимый блеск +1,51m и спектральный класс В1.5II. Температура поверхности звезды 25 000 °C, а светимость превышает солнечную в 20 000 раз. С расстояния в 10 пк Адара имела бы яркость как у Венеры. Адара — один из самых мощных источников ультрафиолетового излучения на небе. Спутник Адара В имеет видимый блеск +7,5m, угловое расстояние между компонентами — 7,5 угловой секунды. Хотя угловое расстояние между звёздами достаточно большое, система может быть разрешена только в крупные телескопы, так как Адара А в 250 раз ярче Адары В.
Масса Адары равна 10 массам Солнца, и по своим характеристикам Адара относится к классу ярких голубых гигантов.
Примерно 4,7 миллиона лет назад расстояние от ε Большого Пса до Солнечной системы составляло 34 световых года, и звезда была ярчайшей на небе Земли — блеск Адары тогда был равен −4,0m.
Сейчас нет звезды (и в течение ближайших 5 миллионов лет не будет), которая бы имела сопоставимый видимый блеск. Только планета Венера иногда, в период наилучшей видимости, имеет сопоставимую яркость.

## Условия наблюдения
Адара имеет южное склонение −29° и поэтому может наблюдаться только на юге центральных или в южных регионах России, с территории Белоруссии и большей части Центрального федерального округа может наблюдаться только в исключительных случаях. Видна звезда зимой, поздней осенью под утро или ранней весной после захода Солнца за горизонт. К югу от 61° ю.ш Адара является незаходящей. Спустя несколько тысяч лет Адара, как и всё созвездие Большого Пса, станет недоступным для наблюдения с территории России и Беларуси вследствие прецессии.
Адара является самой яркой звездой 2-й звёздной величины, так как её видимый блеск +1,51m. Предыдущая по яркости звезда неба — Регул уже звезда первой звёздной величины. В общей же сложности Адара занимает по яркости 22-е место.